# Piscis (constelación)
Piscis o Peces (Pisces en latín) es una constelación del zodiaco ubicada entre Acuario al oeste y Aries hacia el este.

## Características destacables

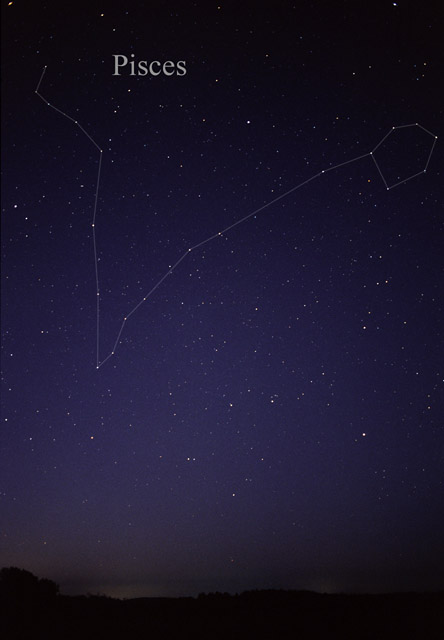
Constelación Pisces [http://www.allthesky.com/constellations/pisces-e.html AlltheSky.com

Con magnitud 3,62, su estrella más brillante es η Piscium, denominada oficialmente Alpherg. Es una gigante de tipo espectral G7IIIa con una masa 3,6 veces mayor que la del Sol y un radio 38 veces más grande que el radio solar.
Le siguen en brillo γ Piscium —una gigante amarillo-naranja de tipo espectral G9III pobre en metales ([Fe/H] = -0,49) y 11 veces más grande que el Sol—, ω Piscium —clasificada como estrella de la secuencia principal de tipo F4V— e ι Piscium, una enana amarilla de tipo F7V con una temperatura de 6288 K que se encuentra a 45 años luz de la Tierra.
Alrescha (α Piscium) es una estrella binaria cuyo nombre proviene del árabe y significa «cuerda». Las dos componentes son estrellas blancas de la secuencia principal químicamente peculiares: una es una estrella Ap con un gran campo magnético y la otra es una estrella Am.
Otra estrella con nombre propio es Fumalsamakah (β Piscium), una estrella Be —cuyo espectro muestra líneas de emisión de hidrógeno— de tipo B6Ve. Por el contrario, Torcular (ο Piscium) es una gigante amarilla de tipo G8III, parecida a Alpherg pero significativamente menos luminosa; con una temperatura de 5039 K, su radio es 15,5 veces mayor que el del Sol.
Otras gigantes naranjas en la constelación son θ Piscium, de tipo K1III y 4677 de temperatura efectiva,, δ Piscium, de tipo K4IIIb y una temperatura de 3963 K, y μ Piscium, de tipo K4III y cuyo tamaño es 25 veces más grande que el del Sol.
Entre las variables de Piscis están Z Piscium y TX Piscium (19 Piscium), estrellas de carbono —así llamadas porque su atmósfera contiene más carbono que oxígeno— de tipo espectral CV2 y C5II respectivamente. Son estrellas muy frías, con una temperatura superficial algo superior a los 3000 K.
Alrededor de 54 Piscium y 109 Piscium se han detectado planetas extrasolares.
HD 217107 es una subgigante amarilla de elevada metalicidad ([Fe/H] = +0,37) que tiene dos planetas que orbitan a 0,075 y 4,3 ua de la estrella.
Ebla (HD 218566) es una enana naranja de tipo K3V con un planeta extrasolar cuyo período orbital es de 226 días.
Asimismo, Bélénos —nombre oficial de HD 8574— es otra estrella alrededor de la cual se ha descubierto un planeta.
La estrella de Van Maanen, la tercera enana blanca más cercana a la Tierra, se encuentra en esta constelación. A 14,1 años luz de distancia, es la enana blanca solitaria —sin otra estrella acompañante— más cercana a nosotros. Su temperatura relativamente baja —6770 K— sugiere que se trata de un objeto antiguo, con una edad estimada en torno a 3 000 millones de años. Su tipo espectral es DZ8, lo que implica que su atmósfera es de helio con una presencia significativa de elementos más pesados en su espectro.
El único objeto del catálogo Messier en Piscis es M74, una galaxia espiral situada a 32 millones de años luz de distancia. Tiene dos brazos espirales prominentes que giran en sentido antihorario a medida que aumenta la distancia desde el centro galáctico. 
Otras galaxias, también espirales, en esta constelación son NGC 60 y NGC 488. Esta última se encuentra a una distancia aproximada de 90 millones de años luz y posee un gran bulbo central así como múltiples brazos espirales.

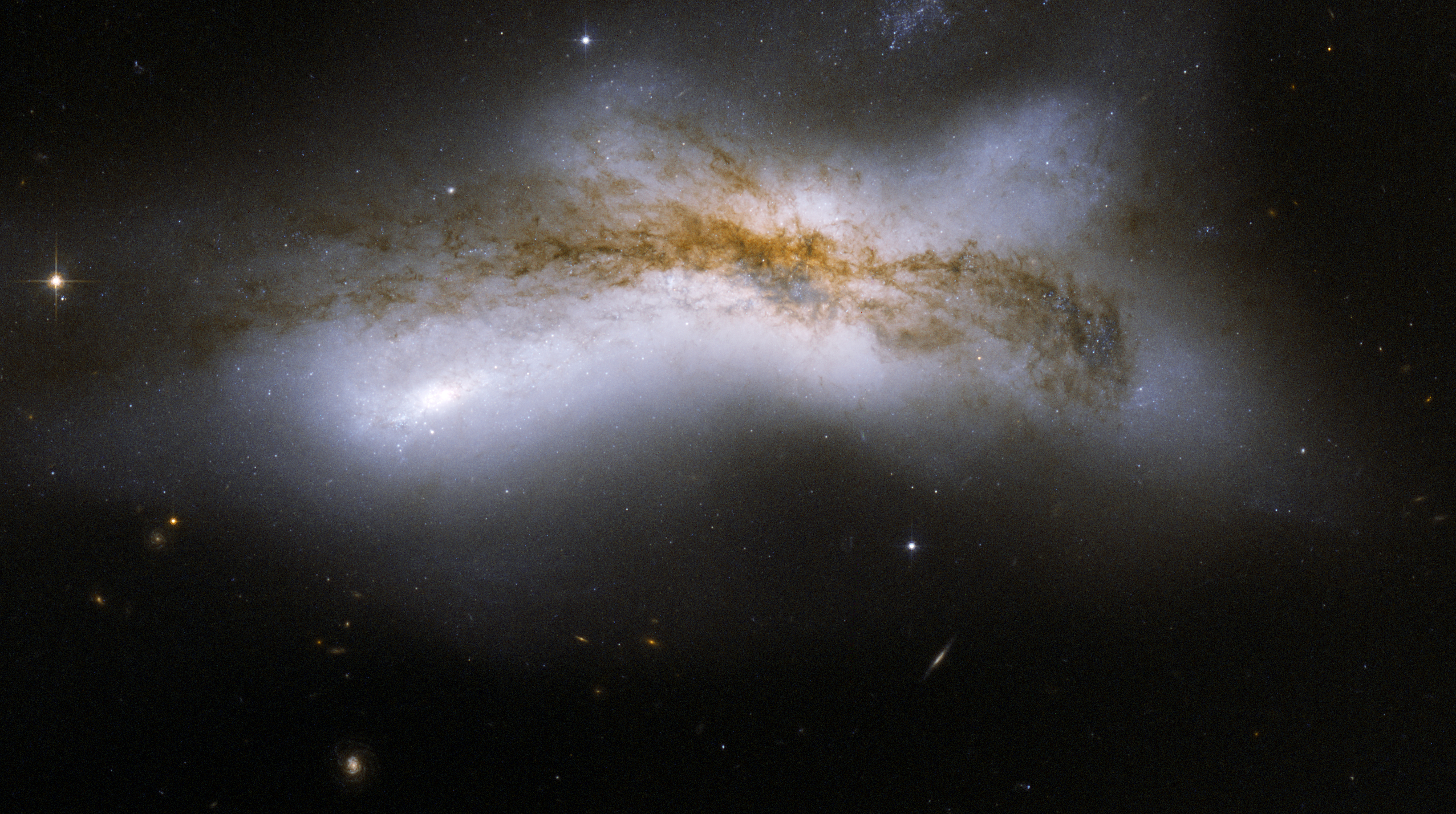
NGC 520, dos galaxias interactuando

Asimismo, el objeto NGC 520 son dos galaxias espirales, muy próximas entre sí, interactuando y posiblemente en colisión. Se cree que los dos discos galácticos comenzaron a interactuar hace unos 300 millones de años, por lo que el sistema aún se encuentra en una etapa temprana de la fusión.
NGC 7714 y NGC 7715 son otras dos galaxias en interacción, en un proceso que comenzó hace ahora entre 100 y 200 millones de años. Como resultado de ello se ha formado un anillo y dos largas colas de estrellas que emergen desde NGC 7714, creando un puente entre ambas galaxias.
NGC 383 es una galaxia lenticular que se encuentra a 217 millones de años luz de distancia, siendo la galaxia más brillante de un grupo de galaxias que lleva su nombre. Alberga un núcleo galáctico activo brillante en frecuencias de radio que muestra espectaculares «jets» de radio. La radiofuente asociada recibe el nombre de 3C 31.
Mucho más próxima a nosotros, la Enana de Piscis (LGS 3) es una galaxia enana distante 2,51 millones de años luz de la Tierra. Puede ser una galaxia en transición entre una galaxia enana irregular y una enana esferoidal o simplemente una versión rara de una de estas dos clases de galaxias. Se piensa que es satélite de la galaxia de Andrómeda.

## Estrellas

### Estrellas principales
- Alrisha o Alrescha (α Psc / α Piscium), estrella cuyo nombre significa «cuerda». A 139 años luz del Sol, es una estrella doble. La estrella principal tiene una magnitud de +4,33 y pertenece al tipo espectral A0; su compañera es de +5,23 y pertenece al tipo espectral A3.
- Beta Piscium (β Psc / β Piscium). También tiene el nombre de Fumalsamakah, árabe para «hocico del pez» (o «Formalhaut» de la traducción griega). β Psc es una estrella Be de tipo B6Ve y magnitud +4,49. Está aproximadamente a 492 años luz del Sol.
- Gamma Piscium (γ Psc / γ Piscium) es la segunda estrella más brillante de la constelación con magnitud +3,70. Es una gigante amarillo-naranja de tipo espectral G9III que se encuentra a 131 años luz.
- Delta Piscium (δ Psc / δ Piscium), ocasionalmente llamada «Linteum», es una gigante naranja de magnitud 4,44.
- Eta Piscium (η Psc / η Piscium) es la estrella más brillante en la constelación de Pisces. Eta Piscium está ubicada a una distancia aproximada de 294 años luz de la Tierra y brilla a una magnitud de +3,62. Esta estrella es de tipo espectral G7III. La estrella, oficialmente denominada Alpherg, tiene también el oscuro nombre de Kullat Nunu, dado por el reino de Babilonia.
- Theta Piscium (θ Psc / θ Piscium), gigante naranja de magnitud 4,27.
- Iota Piscium (ι Psc / ι Piscium), de magnitud 4,13, es una enana amarilla de tipo espectral F7V algo más caliente que el Sol. Su luminosidad es 3,3 veces mayor que la solar y su radio es un 50 % mayor. Se sospecha que pueda ser una estrella variable, con una fluctuación en su brillo de 0,03 magnitudes.
- Kappa Piscium (κ Psc / κ Piscium), de magnitud 4,94, es una estrella químicamente peculiar de tipo espectral A0p con un campo magnético variable que puede llegar a ser 1000 veces más intenso que el de la Tierra. Es una variable Alfa2 Canum Venaticorum con una fluctuación en su brillo de 0,05 magnitudes.
- Lambda Piscium (λ Psc / λ Piscium), de magnitud 4,50, es una estrella blanca de la secuencia principal de tipo espectral A7V.
- Mu Piscium (μ Psc / μ Piscium), gigante naranja de magnitud 4,84.
- Ómicron Piscium (ο Psc / ο Piscium) localizada a unos 142 años luz de la Tierra. Tiene magnitud aparente de +4,26 y tipo espectral G8. La estrella también tiene el nombre de Torcularis Septentrionalis.
- Pi Piscium (π Psc / π Piscium) y 32 Piscium (32 Psc), estrellas blanco-amarillas.
- Rho Piscium (ρ Psc/ ρ Piscium), estrella blanca de magnitud 5,36.
- Psi2 Piscium (ψ2 Psc / ψ2 Piscium), estrella blanca de la secuencia principal de magnitud 5,57.
- Omega Piscium (ω Psc / ω Piscium), clasificada como una subgigante de tipo espectral F4IV, no se sabe con certeza si es una única estrella o una estrella binaria espectroscópica cuyas dos componentes están muy próximas entre sí. Se encuentra a 106 años luz de distancia.
- 19 Piscium (TX Piscium, 19 Psc), estrella de carbono de tipo espectral C5II a 760 años luz de la Tierra. Es una variable irregular cuyo brillo varía entre magnitud 4,79 y 5,2.

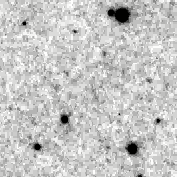
Imagen en negativo de la Estrella de Van Maanen (punto más grande arriba a la derecha)

- 33 Piscium (33 Psc), gigante naranja variable también conocida como BC Piscium.
- 35 Piscium (UU Piscium, 35 Psc), binaria cercana y variable elipsoidal rotante.
- 53 Piscium  (53 Psc), estrella B pulsante lenta de magnitud 5,86.
- 61 Piscium  (61 Psc), estrella amarilla de magnitud 6,60.
- 64 Piscium  (64 Psc), binaria espectroscópica de magnitud 5,07 compuesta por dos enanas amarillas.
- 107 Piscium (107 Psc) y Gliese 33 (HR 222), dos enanas naranjas a unos 24 años luz del Sistema Solar.
- 112 Piscium (112 Psc), subgigante de magnitud 5,90.
- Y Piscium, binaria eclipsante de magnitud 9,60.
- Z Piscium, estrella de carbono y variable semirregular.
- UV Piscium, binaria eclipsante de magnitud 8,91 compuesta por una enana amarilla y una enana naranja.
- BE Piscium, sistema estelar triple cuyo par interior constituye una binaria eclipsante; cromosféricamente activa, es además una variable RS Canum Venaticorum.
- DT Piscium, variable semirregular y estrella de la rama asintótica gigante.
- Estrella de Van Maanen (GJ 35), enana blanca a 14 años luz de distancia. Es la enana blanca solitaria -sin otra estrella acompañante- más cercana al Sistema Solar, pero al tener magnitud 12,4 no es visible a simple vista.
- BR Piscium (GJ 908) y GJ 1286, enanas rojas a 19,4 y 23,2 años luz respectivamente.

### Estrellas con sistemas planetarios
- HD 217107 es una estrella subgigante amarilla. Su masa es muy similar a la del Sol aunque es considerablemente más antigua que este. Han sido descubiertos dos planetas orbitando esta estrella: uno está extremadamente cerca de la estrella y completa una órbita cada 7 días, mientras que el otro está mucho más distante, tomándole 8 años en completar una órbita.
- 109 Piscium (109 Psc) es una subgigante amarilla ubicada a unos 106 años luz. Tiene una masa similar a nuestro Sol, y posee un elevado contenido de hierro. En el año 2000 fue detectado un planeta extrasolar orbitando esta estrella.
- 54 Piscium (54 Psc) es una estrella de magnitud 6. Clasificada como una estrella enana naranja (clase espectral K0V), es menos masiva y luminosa que nuestro Sol. Esta estrella está relativamente cerca, a una distancia de solo 36 años luz. Es visible a simple vista bajo muy buenas condiciones climáticas. En el 2003 fue encontrado un planeta en torno a ella. Puede ser una estrella de brillo variable.

## Objetos de cielo profundo

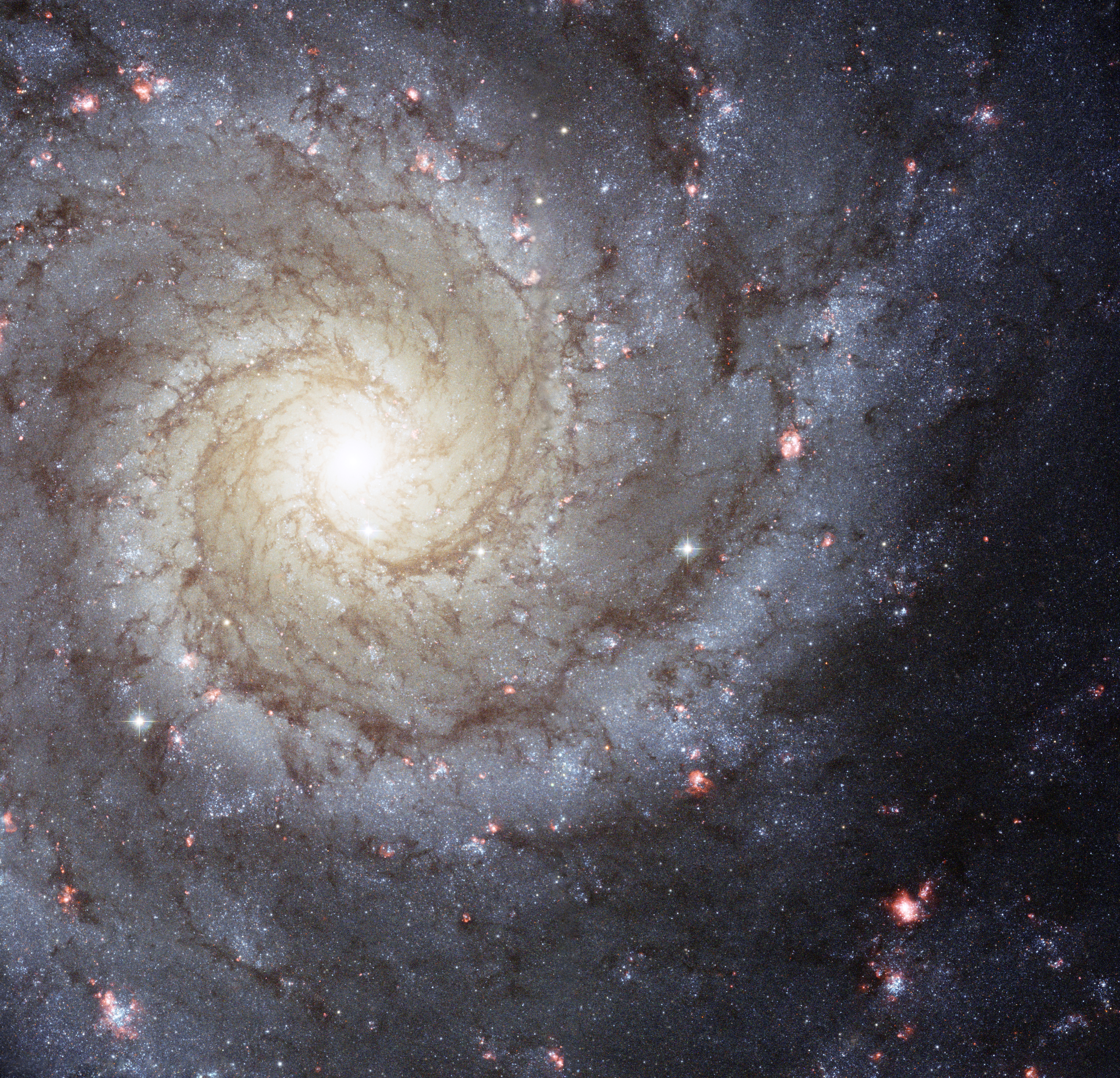
Imagen del telescopio Hubble de la galaxia espiral M74.

- M74 (NGC 628) es una galaxia espiral con dos brazos espirales claramente definidos, arquetipo de las galaxias espirales de gran diseño. Es la galaxia más brillante de la agrupación galáctica que lleva su nombre, Grupo de M74.
- NGC 60, galaxia espiral con brazos distorsionados.
- NGC 474, galaxia elíptica a 100 millones de años luz.
- NGC 488, galaxia espiral vista de frente desde la Tierra.
- NGC 520, formado por dos galaxias en proceso de colisión.

## Mitología

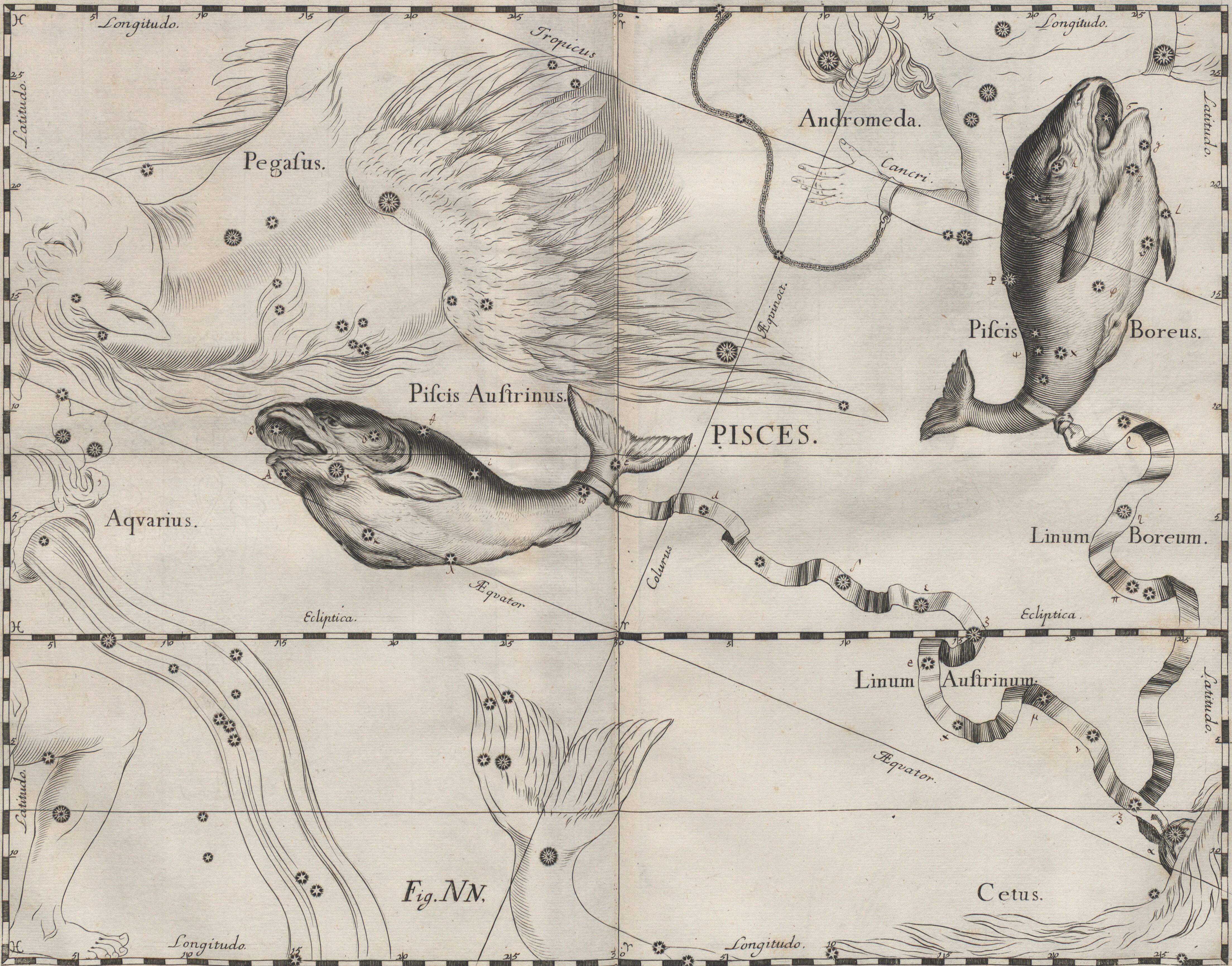
Imagen del de Pisces, los Peces.

El catasterismo de los Peces, según la mitología griega, tiene variantes. Era conocido en acadio como Nunu (el pez) y Shinunutu (la golondrina), y en sumerio como KU (el pez) y SIM.MAH (la golondrina).
Eratóstenes dice que estos son vástagos del Gran Pez. Cada uno de ellos se encuentra en un hemisferio diferente, en posición cambiada. Es que el uno recibe el nombre de «pez boreal» y el otro de «austral»; pero tienen un nexo común entre el uno y el otro que llega hasta la pata delantera del Carnero. El pez boreal se compone de doce estrellas, el austral de quince. El cordón que los mantiene juntos tiene, en la parte norte, tres estrellas; en la del sur, tres; en dirección al este, tres; las que conforman el propio nexo son tres: en total, doce. Todas las estrellas de ambos peces y de su nexo son treinta y nueve.
Diogneto Eritreo dice que una vez Venus y su hijo Cupido llegaron en Siria al río Éufrates. Allí apareció de repente Tifón. Venus y su hijo se arrojaron al río y allí cambiaron su forma por la de peces y así escaparon del peligro. Así que después los sirios, que son adyacentes a estas regiones, dejaron de comer pescado, temiendo pescarlos no fuera que con igual razón parecieran o bien oponerse a la protección de los dioses, o atrapar a los dioses mismos.  Se dice que hubo caído un huevo de magníficas proporciones en el río Éufrates, el cual fue depositado por los peces en un lecho. Las palomas se situaron sobre él, y cuando obtuvo el suficiente calor emergió de él Venus, quien más tarde fue conocida como la diosa Siria (Atargatis). Como ella sobresalía del resto por su justicia y honradez, gracias a un favor otorgado por Júpiter los peces fueron puestos entre las estrellas.